# Пульизи, Альдо
А́льдо Пульи́зи (итал. Aldo Puglisi; 12 апреля 1935, Катания, Сицилия — 19 июля 2024, Катания, Сицилия) ─ итальянский актёр театра, кино телевидения.

## Биография
Родился 12 апреля 1935 года в Катании, на Сицилии. Его родители также были актёрами из Катании. 

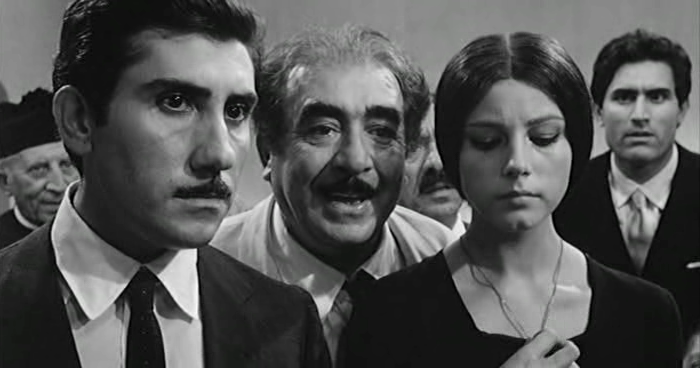
Альдо Пульизи в фильме «Соблазнённая и покинутая».

Дебют Альдо Пульизи в кино состоялся в 1964 году. Он снялся сразу в трёх фильмах: «Три ночи любви» (эпизод «Вдова») кинорежиссёра Ренато Кастеллани, «Соблазнённая и покинутая» Пьетро Джерми и «Брак по-итальянски» Витторио Де Сика.
В следующем, 1965 году, он сыграл роли в фильмах «Латинские любовники» кинорежиссёра Марио Коста и «Перепутанные постели» Стено.
В 1966 году он исполнил роль второго плана, карабинера Манкузо, в фильме Пьетро Джерми «Дамы и господа».
В 1967 году снялся в музыкальной комедии «Хуже для меня… лучше для тебя», снятой Бруно Корбуччи.
Альдо Пульизи всегда говорил, что его большой любовью было не кино или телевидение, а театр, где он сотрудничал с величайшими мастерами XX века на протяжении более чем сорокалетней карьеры.
Среди его театральных работ наиболее известны роли в спектаклях: «Храбрость неаполитанского пожарного» по пьесе Эдуардо Скарпетты, «Безумная из Шайо» ─ Жана Жироду, «Колпак с бубенчиками» ─ Луиджи Пиранделло, «Трактирщица» ─ Карло Гольдони, «Сирано де Бержерак» ─ Эдмона Ростан.
Актёр скончался 19 июля 2024 года в больнице Катании от легочных осложнений, вызванных COVID-19, похороны состоялись в церкви Санта-Мария-ди-Джезу в Катании четыре дня спустя.

## Фильмография
| Год  |   | Русское название                                            | Оригинальное название                                      | Роль                                             |
| ---- | - | ----------------------------------------------------------- | ---------------------------------------------------------- | ------------------------------------------------ |
| 1964 | ф | Брак по-итальянски                                          | Matrimonio all'italiana                                    | Альфредо                                         |
| 1964 | ф | Соблазненная и покинутая                                    | Sedotta e abbandonata                                      | Пеппино Калифано                                 |
| 1964 | ф | Три ночи любви                                              | 3 notti d'amore                                            | сапожник Чиччо (эпизод «Вдова»)                  |
| 1965 | ф | Латинские любовники                                         | Gli amanti latini                                          | Розарио Шакка ди Скордия (эпизод «Непоправимое») |
| 1965 | ф | Перепутанные постели                                        | Letti sbagliati                                            | Маурицио (эпизод «Этот негодяй Маурицио»)        |
| 1966 | ф | Дамы и господа                                              | Signore & signori                                          | карабинер Манкузо                                |
| 1967 | ф | Хуже для меня… лучше для тебя                               | Peggio per me… meglio per te                               | Джорджо де Сантис                                |
| 1968 | ф | Девушка с пистолетом                                        | La ragazza con la pistola                                  | эмигрант из Сицилии                              |
| 1968 | ф | Отпуск на Коста-Смеральда                                   | Vacanze sulla Costa Smeralda                               | Тиберио, жених Жанны                             |
| 1971 | ф | Обнажённая виолончель                                       | Il merlo maschio                                           | аптекарь                                         |
| 1974 | ф | Отнесённые необыкновенной судьбой в лазурное море в августе | Travolti da un insolito destino nell'azzurro mare d'agosto | Пиппо                                            |
| 1975 | ф | Полуденный мститель                                         | Il giustiziere di mezzogiorno                              | Фернандо                                         |
| 1976 | ф | Первая брачная ночь                                         | Первая брачная ночь                                        | Луиджи (эпизод «Фьюджи»)                         |
| 1980 | ф | Приезжают кошки                                             | Arrivano i gatti                                           | лейтенант Ла Пецца                               |
| 1987 | с | Чёрная тень Везувия                                         | L'ombra nera del Vesuvio                                   | Франческо Капритти, по прозвищу «Акула»          |
| 2003 | ф | Государственная тайна                                       | Segreti di Stato                                           | эксперт по баллистике                            |
| 2007 | ф | То счастливое лето                                          | Quell'estate felice                                        | бухгалтер Фичиккья                               |